# Callinectes marginatus
Callinectes marginatus (A. Milne-Edwards, 1861), conhecido no Brasil pelo nome comum de caxangá, é um crustáceo decápode braquiuro da família dos portunídeos.